# 橫水渡

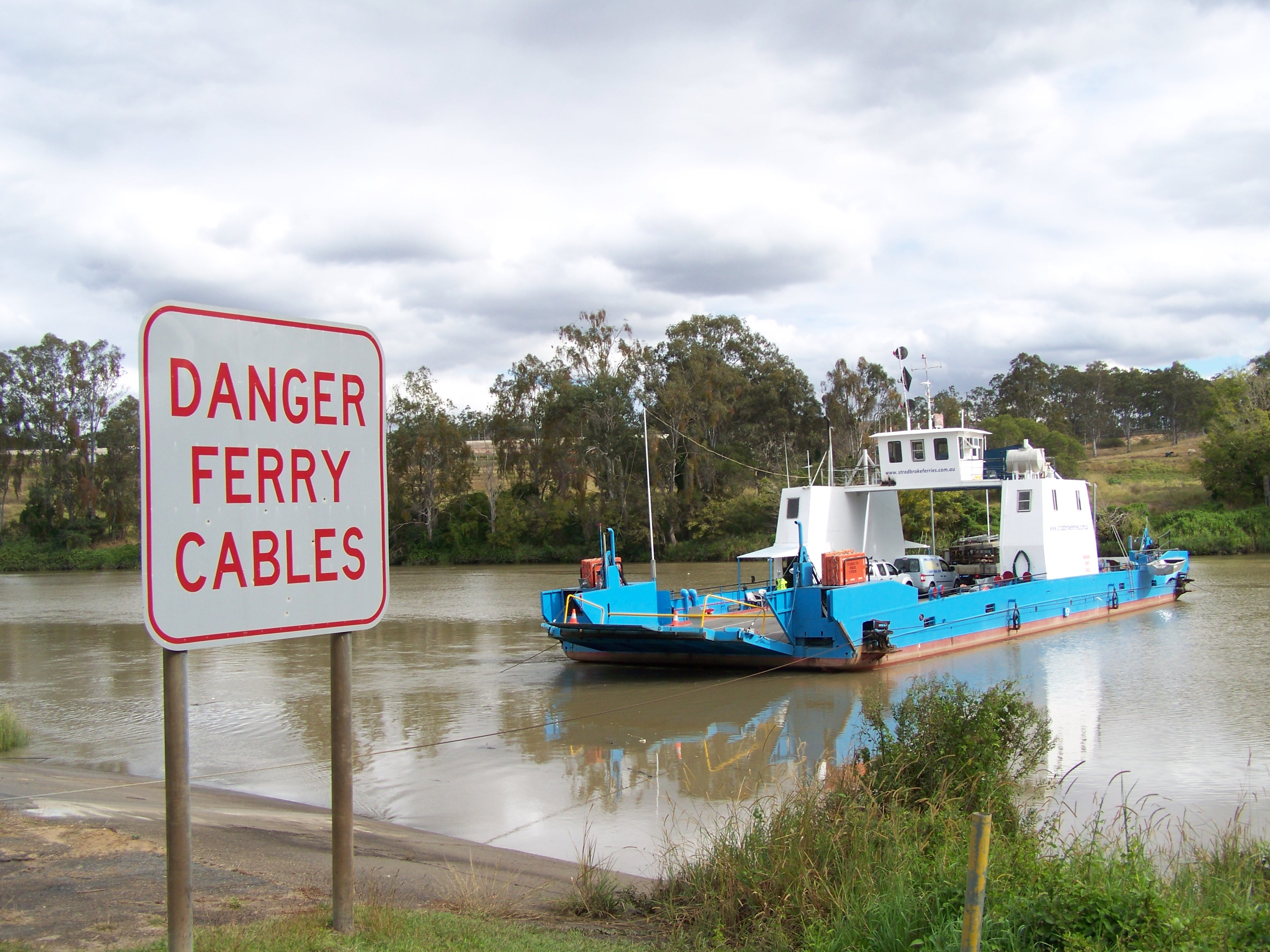
澳洲昆士蘭州的橫水渡

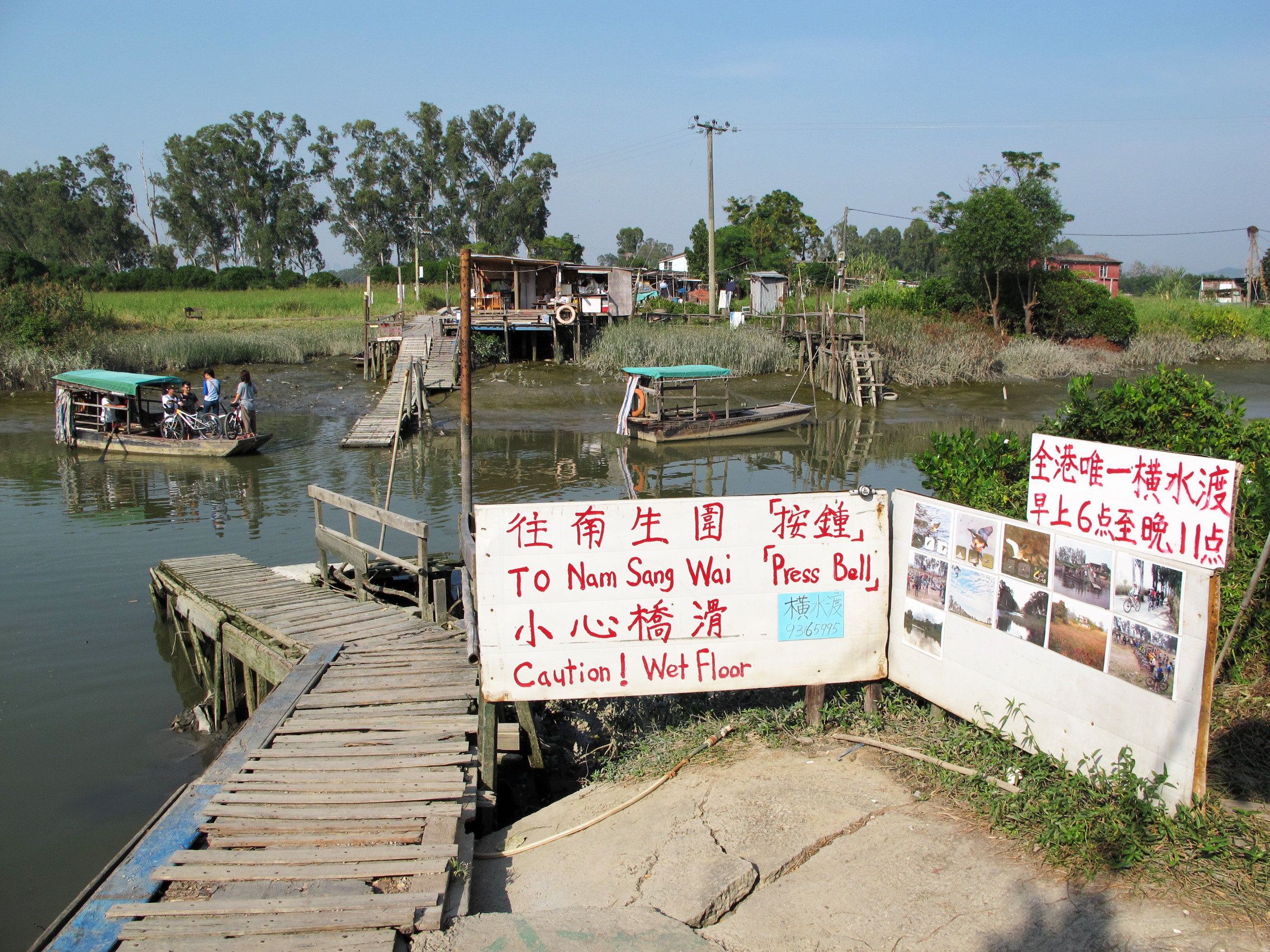
南生圍橫水渡

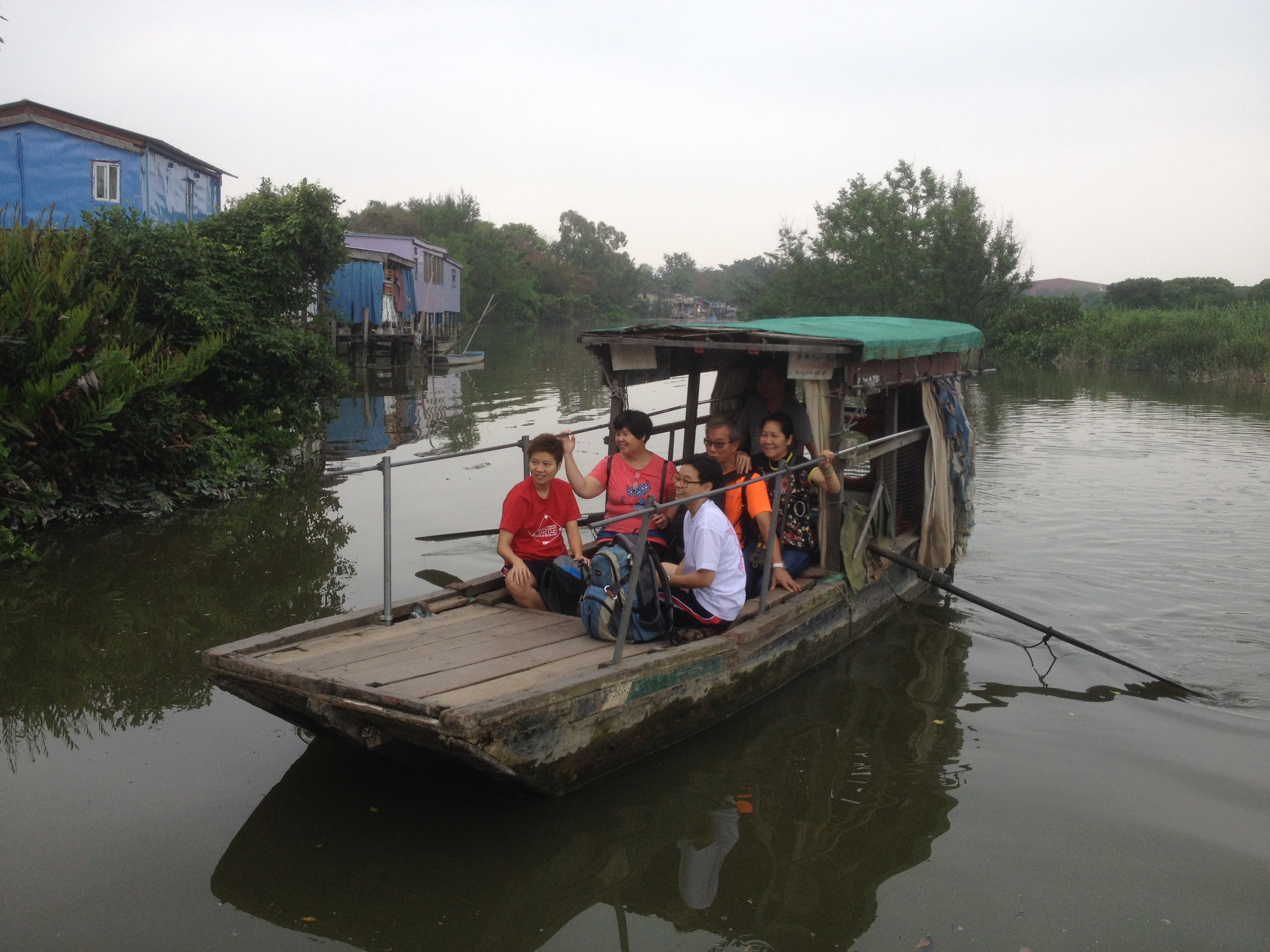
南生圍橫水渡以手動操作

橫水渡（英語：cable ferry），是一種水路運輸的客運交通工具。
橫水渡通常設於較為狹窄及平靜的河流或水道之上。有一條纜繩從河岸的一邊連接另外一邊。中間設有一平底的板狀船隻，用以乘載搭客、貨物或汽車。船上的船伕會用人手拉動或機器攪動纜繩使船隻向對岸的方向緩慢移動。這種交通工具在歐美國家較為偏遠及交通流量不高的地區依然普及，其好處是設置費用比橋樑及隧道都要便宜。

## 广东

### 广州
早在清代，广州范围内有20多条跨江横水渡航线。那时往来的渡船还有四柱大厅艇和沙艇等。十九世纪末横水渡开始涌现，成为主要的水上交通工具。在未建过江桥梁时期，其是唯一的渡江工具。至1921年广州开始有柴油机驱动的渡轮投入服务，横水渡逐渐淡出。

## 香港
香港大澳曾經設有橫水渡，由人拉動兩頭皆綁在岸邊的纜索移動；現已由行人天橋取代。
元朗南生圍的山貝河還有這種極具特色的交通工具，成為當地的旅遊熱點之一。南生圍橫水渡是香港現時唯一一條用人手動力的水上運輸，航線兩個終點站距離不足50米，是香港路程最短的收費公共交通公具。每位單程收費為港幣7元，單車另加一元。

## 其他
由新世界第一渡輪開辦穿梭香港離島區（長洲、坪洲、大嶼山梅窩至大嶼山芝麻灣半島）之間的航線亦名為橫水渡。

## 外部連結
照片
- 大澳橫水渡 （页面存档备份，存于）
- 新世界第一渡輪：名河－橫水渡 （页面存档备份，存于）

短片
- 南生圍橫水渡

1. ↑  那些年，那些载着我们"过海"的珠江渡轮 （页面存档备份，存于） 羊城晚报
2. ↑  最后的横水渡 （页面存档备份，存于） 2008-01-08 广州图书馆